# Dampfærgevej
 Der er for få eller ingen kildehenvisninger i denne artikel, hvilket er et problem. Du kan hjælpe ved at angive troværdige kilder til de påstande, som fremføres i artiklen.

Dampfærgevej er en ca. 700 meter lang vej på Østerbro ved Frihavnen, parallelt med Amerikakaj (ved Frihavnens oprindelige vestbassin). Mod nord drejer gaden og mødes med Kalkbrænderihavnsgade. Dampfærgevej var en af det gamle frihavnsområdes hovedveje.
Navnet stammer fra ca. 1903 og hentyder til at det var her i området at Malmø-overfarten havde sit færgeleje. Ruten med dampfærge mellem København og Malmø blev åbnet i 1895 af Svenska Järnväger og Danske Statsbaner i fællesskab, samme år som Frihavnen åbnede. Dampfærgen til Malmø var en vigtig ingrediens i Frihavnen siden dens åbning.
En frihavn er et afspærret havneområde med kajer, pakhuse og plads til industri, der betragtes som ”neutralt” og liggende uden for et lands toldgrænser. Varer kan derfor indføres, oplægges, forarbejdes og genudføres uden toldmæssige konsekvenser.
Frihavnen blev anlagt 1891-94. Der var flere forskellige mindre havne i Svanemøllebugten inden Frihavnen blev anlagt. Idéen om en frihavn kom fra frygten for anlæggelsen af Kielerkanalen. I København var bystyret bange for at al den profitable handel og transport mellem Østersøen og verdenshavet herefter ville snige sig udenom Københavns havn.
Flere af bygningerne blev tegnet af datidens førende arkitekter Vilhelm Dahlerup, Frederik L. Levy og Heinrich Wenck, og nogle af dem står der heldigvis endnu.
I 1950'erne lå der en hel del handelsselskaber, med eksotiske navne som Frihavnens Elektricitetsværk, Danish Tyre Import, Interskandinavisk Fiske Eksport, Danske Presses Fællesindkøbsforening, Valutakontrollen, Lee Autogummi, Skandinavisk Kaffe og Kakao Kompagni.
Vejen har i dag en bymæssig karakter med store pakhuse og industribygninger. I dag er der både bolig og erhverv, både nyt og gammelt. Desuden fungerer vejen som tilkørsel til DFDS-terminalen for færgerne til Oslo.

## Nævneværdige bygninger i gaden
Der ligger bl.a. to statelige pakhuse:
- Nr. 8: Det firefløjede Manufakturhus, med smukke relieffer. Var tidligere lager for Skandinavisk Grammophon.

- Nr. 22: Silopakhus B. Her findes i dag Regionernes Hus i et ældre hus med moderne tilbygninger og to karakteristiske tårne af røde mursten. Silopakhuset er opført i 1903 for Københavns Frihavn A/S. Bygningen er opført med den nederste etage i røde sten, og en silo af betonskærme. Silopakhus B fungerer som et markant vartegn for hele Søndre Frihavn og er fredet.

Lidt længere nord på lå et markant pakhus med et tårn, der gav det navnet ”Domkirken” (nedrevet 1965). Silopakhus B og Domkirken var tegnet af Frederik L. Levy omkring år 1900. Et par af de andre gamle pakhuse er vurderet som havende høj bevaringsværdi.
- Nr. 10: Norges ambassade (tidligere Dansk Europa Hjælp).

- Nr. 26: Australiens ambassade.

Kobbertårnet på 15 etager huser bl.a. advokatfirmaet Plesner. Plesner-bygningen og Domus Portus på Østbanegade er de klart højeste i kvarteret og kan ses langvejs fra.
I kvarteret omkring Dampfærgevej og Amerika Plads er der nogle meget fiffige gadebelysninger, nemlig lygtepæle, som øverst er udformet som en futurisk-kubistisk gargoyle af en art med tænder, vinger, kløer og det hele. Det er en moderne variation over Vilhelm Dahlerups lygtepæle fra Toldboden, der i 1890'erne blev udformet med dragehoveder og gesvejsninger i tidens stil.
- Regionernes Hus, hvor Danske Regioner har hjemme
- Manufakturhuset
- Frihavnens Elektriske Centralstation
- Fyrtårnet
- Gadelygte